# Handalu Ilbei, Maramureș
Handalu Ilbei este un sat în comuna Cicârlău din județul Maramureș, Transilvania, România.

## Istoric
Prima atestare documentară: 1909 (Handal, Ilbabánya). 

## Etimologie
Etimologia numelui localității: din Handal (< subst. reg. handal „colonie de muncitori mineri”) + Ilba (din antrop. magh. Iloba). 

## Demografie
La recensământul din 2011, populația era de 397 locuitori. 